# بخش یونین (شهرستان میامی، اوهایو)
بخش یونین (به انگلیسی: Union Township) یک منطقهٔ مسکونی در ایالات متحده آمریکا است که در شهرستان میامی، اوهایو واقع شده‌است.
 بخش یونین ۱۲۶٫۳ کیلومتر مربع مساحت و ۱۰٬۲۲۲ نفر جمعیت دارد و ۲۸۱ متر بالاتر از سطح دریا واقع شده‌است.